# NGC 304
NGC 304 è una galassia lenticolare situata nella costellazione di Andromeda.
Fu scoperta il 23 ottobre 1878 da Édouard Stephan.
Una supernova di tipo Ia, SN 2021dnn, è stata scoperta in NGC 304 il 22 febbraio 2021.